# Julio Rosales
Julio Rosales y Ras, (ur. 18 września 1906 w Calbayog, zm. 2 czerwca 1983 w Cebu City) – filipiński duchowny katolicki, kardynał, arcybiskup Cebu.

## Życiorys
Święcenia kapłańskie przyjął 2 czerwca 1929 roku i podjął pracę duszpasterską w stolicy diecezji i prowadził ją do 1946 roku. 29 czerwca 1946 roku został mianowany biskupem Tagbilaran, a po trzech latach pracy biskupiej 17 grudnia 1949 - metropolitą Cebu. Był uczestnikiem Soboru Watykańskiego II i przewodniczącym Konferencji Episkopatu Filipin. 29 kwietnia 1969 roku Paweł VI mianował go kardynałem z tytułem prezbitera Sacro Cuore di Gesù agonizzante a Vitinia. Uczestniczył w obu konklawe w 1978 roku. Po przekroczeniu 24 sierpnia 1982 roku wieku emerytalnego zrezygnował z kierowania archidiecezją. Zmarł 10 miesięcy później. Pochowany został w katedrze metropolitalnej w Cebu. 